# Parque Kitanomaru
Kitanomaru Park (北の丸公園 Kitanomaru Kōen?) es un parque público localizado en Chiyoda, Tokio, al norte del Palacio Imperial de Tokio.
El parque es donde está el Nippon Budokan, un campo de deportes techado y opera también como un lugar de actuación, el museo de ciencia, y Museo Nacional de Arte Moderno de Tokio. 
A fecha de mayo del 2008, el área del Parque Kitanomaru tenía un población regular de 598, de los cuales 361 eran hombres, 237 mujeres, aunque esta consiste mayormente de miembros de servicio, y dependientes de la guardia Imperial.

## Historia
El actual sitio donde está el Parque Kitanomaru era la sede la zona más hacia el norte del Castillo Edo, conocido también como el Castillo Kitanomaru (北の丸 lit "círculo norte"?), una antigua residencia imperial construida en 1457, y destruida completamente por dos incendios devastadores en 1657 y 1873, respectivamente. Era principalmente un complejo residencial de alta seguridad que refugiaba a los miembros del Clan Tokugawa (una familia de señores feudales o daimyōs, y nobles que gobernaban la provincia de Mikawa) rodeado de un jardín extenso de plantas medicinales. El parque está rodeado en su totalidad por fosos y fortificaciones defensivas de piedra que pertenecieron al antiguo castillo. 
Antes de 1969, año de inauguración del parque, este lugar era conocido como Daikanchō (代官町 lit: Pueblo de los Gobernantes Locales?), porque muchos daikanes (gobernadores locales) se fueron a vivir a esta zona poco después de acabada la construcción del Castillo Edo. Hoy en día, el nombre Daikanchō es más comúnmente oído para referirse al intercambio de anillo central de la autopista Shuto, en la ciudad de Tokio. 

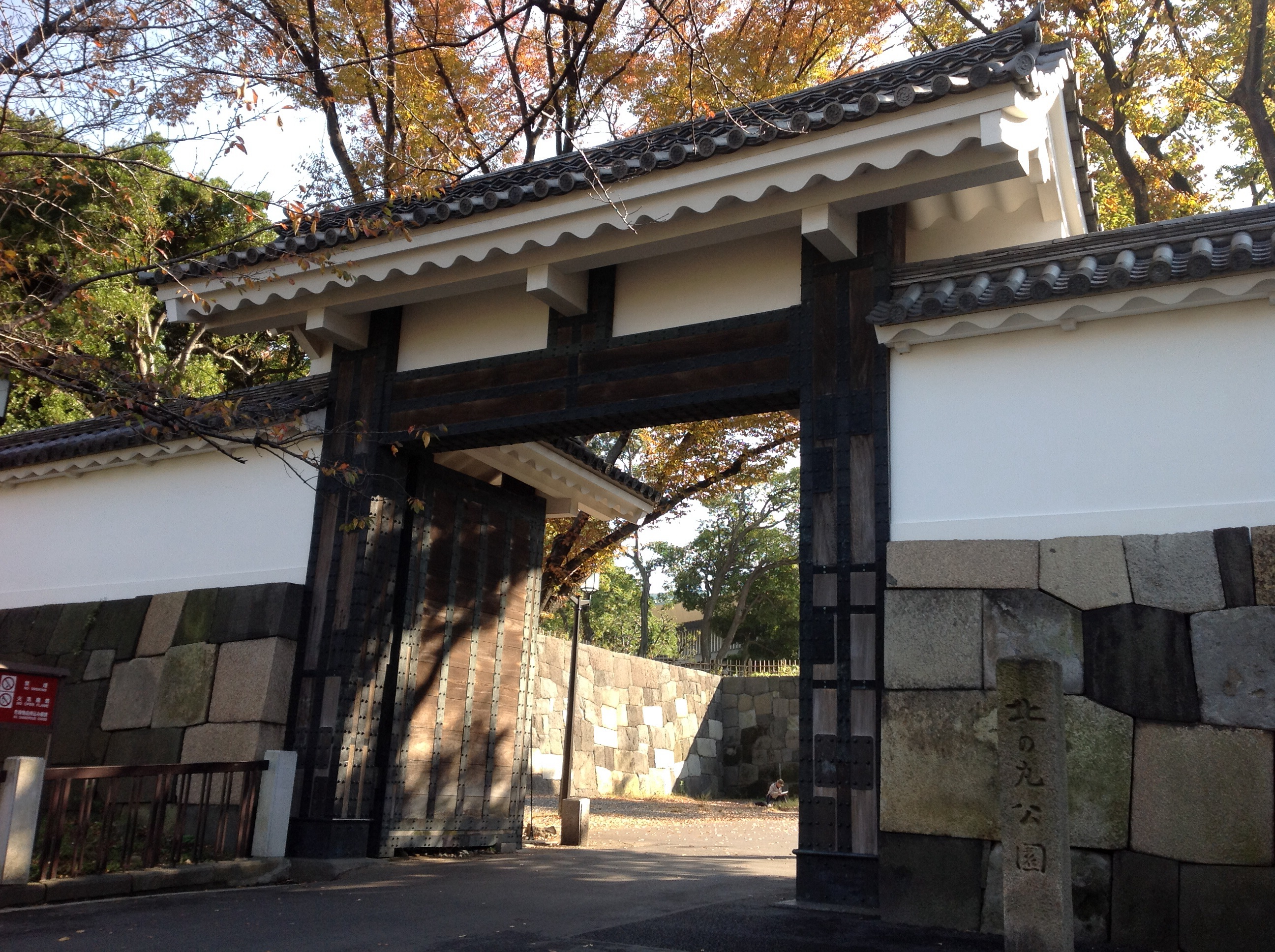
Tayasu-mon, Entrada a Kitanomaru Parque

Hoy en día sobreviven dos rejas de la época del Castillo Edo, la Shimizu-mon y la entrada más al norte, la Tuyasu-mon; Está última era también la entrada más al norte para ingresar al castillo y consiste de una puerta exterior de estilo Korai-mon y una puerta interna, fortificada estilo Yagura-mon con dos paredes elevadas hechas de piedra que conforman un angosto sector defensivo entre las dos. Una inscripción, localizada en el lado exterior de las puertas Tayasu-Mun, indica que las mismas fueron construidas en 1685, convirtiéndola en una de las estructuras más antiguas en pie que sobrevivieron a los incendios que sufrió el castillo.